# Гунбьорн (планина)
Гунбьорн, със своите 3694 m (понякога е дадено и като 3700 m), е най-високият връх в Гренландия и на север от северния полярен кръг.
Разположен е в планината Уоткинс на източния бряг на острова. Наречен е така на Гунбьорн Улфсон, викинг, който според легендата открива върха около 875 година.
Първото документирано изкачване е на 16 август 1935 г. от Августин Кортоуд, Джак Лонгленд, Еб Мунк, Х. Уегър и Лауренс Уегър. За втори път върхът е изкачен едва през 1971, а за трети – 1987.
|  | Тази страница частично или изцяло представлява превод на страницата Gunnbjørns Fjeld в Уикипедия на немски. Оригиналният текст, както и този превод, са защитени от Лиценза „Криейтив Комънс – Признание – Споделяне на споделеното“, а за съдържание, създадено преди юни 2009 година – от Лиценза за свободна документация на ГНУ. Прегледайте историята на редакциите на оригиналната страница, както и на преводната страница, за да видите списъка на съавторите. ВАЖНО: Този шаблон се отнася единствено до авторските права върху съдържанието на статията. Добавянето му не отменя изискването да се посочват конкретни източници на твърденията, които да бъдат благонадеждни. |